# Crépy (Aisne)
Crépy – miejscowość i gmina we Francji, w regionie Hauts-de-France, w departamencie Aisne.
Według danych na styczeń 2014 roku gminę zamieszkiwały 1953 osoby, a gęstość zaludnienia wynosiła 70,5 osób/km².